# 厚嘴雞鳩
厚嘴雞鳩（学名：Pampusana salamonis）是一種已滅絕的鴿子。

## 描述
對於厚嘴雞鳩的所知甚少，只有兩個於1882年及1927年採集的標本。原型標本現正存放在悉尼的澳洲博物館。
厚嘴雞鳩長約26厘米。頭部、喉嚨及胸部呈米黃色。上身呈栗色，雙翼上有淡紫色的光澤，與朱古力色的腹部的成強烈對比。
厚嘴雞鳩喜歡生活在所羅門群島馬基拉島及馬萊塔島的乾旱沙灘森林，相信以往牠們亦分佈在其他島上。牠們會將巢築在地上，故容易成為入侵的大家鼠、野豬、野貓及野狗的獵物。低地森林的砍伐及過度獵殺造成牠們滅絕的命運。
除了於1927年曾見到厚嘴雞鳩外，世界自然保護聯盟一直都沒有宣佈牠們已經滅絕。於20世紀進行了很多研究，但都沒有發現牠們，故於2005年正式宣佈已經滅絕。牠們可能因第二次世界大戰而消失。

## 外部連結
- Birdlife factsheet （页面存档备份，存于）
- 厚嘴雞鳩的圖片 （页面存档备份，存于）